# Uloborus campestratus
Uloborus campestratus es una especie de araña araneomorfa del género Uloborus, familia Uloboridae. Fue descrita científicamente por Simon en 1893.
Habita en Venezuela y los Estados Unidos (Florida). Los machos miden 2-3 mm y las hembras 2-3,5 mm. Esta especie es de color blanco con manchas oscuras.